# TSG Balingen
Pour la section football, voir TSG Balingen Fußball.
Pour le club issu de la fusion de la section handball du club avec celle du TV Weilstetten, voir HBW Balingen-Weilstetten.
La TSG Balingen (Turn- und Sportgemeinschaft Balingen von 1848 e. V., Communauté de sports et de gymnastique de Balingen) est un club omnisports basé à Balingen dans le Land de Bade-Wurtemberg. Le club est le deuxième plus grand club de l'arrondissement de Zollernalb avec 1 545 membres répartis dans ses 13 sections.
L'équipe première masculine de handball du club fusionne en 2002 avec l'équipe du TV Weilstetten au sein du HBW Balingen-Weilstetten, qui a évolué en Handball-Bundesliga entre 2006 et 2017, entre 2019 et 2022, et lors de la saison 2023-2024.
La section football du club fait quant à elle sécession en septembre 2020, alors qu'elle évoluait en Regionalliga Sud-Ouest. Elle évolue désormais sous le nom de TSG Balingen Fußball.

## Section gymnastique
L'équipe de gymnastique du club est représentée dans la ligue de la Schwäbischer Turnerbund (association souabe de gymnastique) depuis 2010 et dans la ligue nationale depuis 2016.

### Débuts en tant que club de gymnastique
Le TG Balingen (Turngemeinde Balingen, communauté de gymnastique de Balingen) est fondé le 18 juin 1848. Le 26 juin 1880, le TG Balingen est refondé. En 1909, le club est inscrit au registre des associations.

### Palmarès de l'équipe première
(STB = Schwäbischer Turnerbund)
- 2010 : STB-Kreisliga Staffel 4 - Championne
- 2011 : STB-Bezirksliga - Championne
- 2012 : STB-Landesliga - Championne
- 2013 : STB-Verbandsliga - Championne
- 2014 : STB-Oberliga - Championne, Renonciation aux barrages de promotion en Regionalliga Süd
- 2015 : STB-Oberliga - Championne
- 2016 : Regionalliga Süd - 5e
- 2017 : Regionalliga Süd - 5e
- 2019 : Regionalliga Süd - Vice-Championne
- 2021 : 3. Bundesliga - 7e

### Palmarès de la seconde équipe
- 2011 : STB-Kreisliga B - Championne
- 2012 : STB-Kreisliga A - Championne
- 2013 : STB-Bezirksliga - Vice-Championne
- 2014 : STB-Bezirksliga - Vice-Championne
- 2015 : STB-Landesliga - 3e
- 2016 : STB-Verbandsliga - 5e
- 2017 : STB-Verbandsliga - Vice-Championne
- 2018 : STB-Oberliga - Vice-Championne

## Anciennes sections

### Section handball
La section handball, appelée TSG Balingen Handball 2000 était basée en Oberliga - Zollernalbkreis. En 2002, elle fusionne avec les équipes masculines du TV Weilstetten. Le HBW Balingen-Weilstetten est issu de cette fusion.

### Section football
La coopération entre le club principal et le section football devenant de plus en plus difficile a été le principal élément motivant la sécession de ladite section. En effet, les dépenses plus élevées nécessaires depuis la promotion de la section en Regionalliga Sud-Ouest pour la saison 2018-2019 (notamment en raison des frais de déplacement ou des salaires) risquaient de peser sur le club en cas de crise financière. La scission, prévue depuis au moins octobre 2018 est finalement mise en œuvre en septembre 2020, se présentant comme un  « modèle sans séparation définitive »,,. La présidente du TSG Balingen présente la scission de la section football comme analogue à celle opérée au sein du SpVgg Unterhaching.

## Infrastructures
La section athlétisme partage l'Au-Stadion (renommé Bizerba-Arena en 2016 dans le cadre d'un contrat de naming) avec le TSG Balingen Fußball.

## Liens
Site internet du club